# Waifar af Aquitanien
Waifar (eller i den franske form: Gaifier) (død 768) var i årene mellem 748 og 767 de facto uafhængig som hertug af Aquitanien. Han efterfulgte sin far, hertug Hunald.
Han gjorde kraftig modstand mod alle Pippin den yngres forsøg på at bringe Aquitanien ind under frankisk lenshøjhed, og i den sammenhæng skal man se hans angreb i årene efter 760 på Autun, Chalon-sur-Saône og Narbonne. Til sidst lykkedes det dog Pippin at overvinde Aqiutanien, hvorefter Waifar blev myrdet af folk fra sit eget hof.